# Макарушино
Макарушино (рос. Макарушино) — присілок в Гдовському районі Псковської області Російської Федерації.
Населення становить 128 осіб. Входить до складу муніципального утворення Муніципальне утворення Гдов.

## Історія
Від 2005 року входить до складу муніципального утворення Муніципальне утворення Гдов.

## Населення
| 2001 | 2002 | 2010 |
| ---- | ---- | ---- |
| 109  | ↗123 | ↗128 |